# CKMF-FM
CKMF-FM，是一家位于加拿大魁北克蒙特利尔的调频广播电台。该电台目前由贝尔传媒持有，主要播出法语流行音乐。其发射器位于皇家山，发射功率为41.4千瓦。